# Popol et Virginie au pays des Lapinos
Popol et Virginie au pays des Lapinos est une bande dessinée du Belge Hergé. Publiée en 1934 dans l'hebdomadaire Le Petit Vingtième sous le titre Les Aventures de Popol et Virginie au Far West, elle a été remaniée et colorisée quatorze ans plus tard pour Tintin avant de connaître une première édition en album en 1952. 
Cette bande dessinée animalière d'aventure met en scène deux oursons anthropomorphes, le chapelier Popol et sa compagne Virginie, qui s'expatrient au Far West pour trouver une vie meilleure.

## Histoire de publication
Une première mouture de cette histoire est publiée sous le titre Tim l'écureuil au Far West dans un petit journal de quatre pages distribué à l'automne 1931 dans le grand magasin bruxellois L'Innovation. Deux ans plus tard, Les Aventures de Tom et Millie sont publiées dans Pim et Pom, encart jeunesse de Pim - Vie heureuse, le supplément hebdomadaire du journal belge La Meuse.
Hergé s'inspire de ces récits antérieurs lorsqu'il livre Les Aventures de Popol et Virginie au Far West, récit publié de février à août 1934 dans Le Petit Vingtième, l'hebdomadaire qui publiait Tintin.
Le récit est repris en couleurs et sous le titre Popol et Virginie au pays des Lapinos dans l'hebdomadaire Tintin en 1948. Pour l'occasion, l'histoire a été remontée en 26 planches et demie, dans un format à l'italienne (4 longs strips s'étalant sur les deux pages centrales). Cette version reste inédite en album.
Un album petit format de 60 pages est paru sous le même titre en 1952 chez Casterman. Il a été réédité en 1968 sous un nouveau titre, Popol et Virginie chez les Lapinos, avec une couverture remaniée et dans le même format que les autres albums d'Hergé chez Casterman.